# Time Trax – Zurück in die Zukunft
Time Trax – Zurück in die Zukunft ist eine US-amerikanische Science-Fiction-Fernsehserie, von der in den Jahren 1993 und 1994 insgesamt 44 Folgen in zwei Staffeln erstmals ausgestrahlt wurden. Die Filmaufnahmen der von Warner Bros. Television, Lorimar Television und Gary Nardino Productions produzierten Serie entstanden im australischen Bundesstaat Queensland.

## Handlung
Im Jahr 2193 erfindet der Wissenschaftler Dr. Mordecai Sahmbi die Zeitmaschine Trax, mit der man 200 Jahre in die Vergangenheit reisen kann. Diesen Apparat nutzt er, um Verbrecher gegen Bezahlung in die Vergangenheit zu schicken, damit sie ihrer Verhaftung entgehen können. Als Dr. Sahmbi auffliegt, reist er selbst ins Jahr 1993. Der Polizist Captain Darien Lambert, Mitarbeiter bei der Abteilung für die Verfolgung flüchtiger Verbrecher (VFV), reist ebenfalls ins Jahr 1993, um die flüchtigen Verbrecher und vor allem Dr. Sahmbi zurück ins 22. Jahrhundert zu schicken. Dabei hat Lambert einen Computer im Kreditkartenformat mit dem Namen SELMA (Specified Encapsulated Limitless Memory Archive), der ihn mit Informationen versorgt und vielfältige technische Funktionen besitzt.

### Hintergrund zu Darien Lambert
Lambert wuchs als Kind in einem Heim auf. Seine richtige Mutter lernt er erst im späteren Verlauf der Serie kennen. Lambert studierte in Westpoint und machte seinen Abschluss als Jahrgangsbester. Der Name Darien Lambert hat folgenden Hintergrund: Darien ist der Name eines Helden aus dem Krieg von 2129 und Lambert ist der Geburtsname seiner Mutter. Seine Mutter hat auch einen Anteil am holografischen Erscheinungsbild von SELMA. Ihr Erscheinungsbild wurde nach einem Bild von Darien erstellt, welches er als Kind gemalt hat.

## Besetzung
| Figur               | Auftritte | Darsteller          | Deutsche Synchronstimme |
| ------------------- | --------- | ------------------- | ----------------------- |
| Darien Lambert      | 44 Folgen | Dale Midkiff        | Christian Tramitz       |
| SELMA               | 44 Folgen | Elizabeth Alexander | Doris Gallart           |
| Dr. Mordecai Sahmbi | 10 Folgen | Peter Donat         | Erik Schumann           |

Die deutsche Fassung entstand bei Beta-Technik unter der Synchronregie von Wolfgang Schick.

## Ausstrahlung
In Deutschland wurde die Serie erstmals im Jahr 1995 von Sat.1 ausgestrahlt.
Die zwölfte Folge der ersten Staffel, „Revenge“, wurde bisher nie im deutschsprachigen Fernsehen gezeigt, da die Handlung den Nationalsozialismus thematisiert.
In den USA erschien 2012 die erste und 2013 die zweite Staffel auf DVD. Das Label Pidax brachte 2018 die deutsche Fassung verteilt auf drei DVD-Boxen auf den Markt. Die Folge „Revenge“ ist in der dritten Box als Bonus im Originalton enthalten.